# ابرهوش
یک ابرهوش (به انگلیسی: Superintelligence)، یک کنشگر فرضی است که دارای هوشی بسیار بالاتر از مغز بزرگ‌ترین نوابغ انسانی است. ابرهوش می‌تواند در اشاره به یکی از ویژگی‌های سیستم‌های حل مسئله (مانند مترجم ابرهوشمند) نیز به‌کار برود فارغ از اینکه ربطی به هوش واقعی داشته یا نداشته باشند. در مورد ساخت یا عدم ساخت ابرهوش نمی‌توان به قطعیت حرفی زد اما به‌وجود آمدنش می‌تواند به تکینگی فناوری منجر شود.

## تعریف
نیک باستروم، فیلسوف دانشگاه آکسفورد، ابرهوش را به‌صورت «یک عقل که در تمامی زمینه‌ها شامل نوآوری علمی، هوش عمومی و مهارت‌های اجتماعی بسیار هوشمندتر از بهترین مغزهای انسان‌هاست» تعریف می‌کند. برنامه فریتز اگرچه در در بازی شطرنج بسیار هوشمندتر از انسان است اما براساس این تعریف، ابرهوشمند محسوب نمی‌شود؛ زیرا در انجام کارهای دیگر حرفی برای گفتن ندارد. باستوم ابرهوش را با در نظر گرفتن رفتارها و هوش عمومی تعریف می‌کند اما مسائلی مانند جهت التفاتی (رجوع شود به مسئلهٔ اتاق چینی) یا کیفیات ذهنی (رجوع شود به مسئله دشوار خودآگاهی) را بی‌پاسخ باقی می‌گذارد.